# صراع
الصراع بشكل عام هو ظاهرة اجتماعية في تعكس حالة من عدم الارتياح أو الضغط النفسي الناتج عن عدم التوافق بين رغبتين أو أكثر أو تعارض ارادتين أو أكثر.
أما ظاهرة الصراع على المستوى الدولي فتعكس حالة من تعارض المصالح أو اختلاف القيم بين مجموعة بشرية وأخرى. ويعبر الصراع عن الأحوال التي بمقتضاها توجد جماعة بشرية ما تتسم بتمايز عرقي أو ثقافي أو ديني أو حتى تمايز اقتصادي أو سياسي - تتعارض مصالحها أو قيمها مع جماعة أخرى أو أكثر، بسبب اتباعها ما لا يتلائم مع سلوكها أو أهدافها.
الصراع هو حالة سببها تعارض حقيقي أو متخيل للاحتياجات والقيم والمصالح. يمكن أن يكون الصراع داخليا (في الشخص نفسه) أو خارجيا (بين اثنين أو أكثر من الافراد). يساعد الصراع كمفهوم على تفسير الكثير من جوانب الحياة الاجتماعية، مثل الاختلاف الاجتماعي وتعارض المصالح والحروب بين الأفراد والجماعات أو المنظمات. من الناحية السياسية يمكن أن يشير الصراع إلى الحروب أو الثورات أو النضالات، والتي قد تنطوي على استعمال القوة كما هو الحال في الصراع المسلح. والصراعات في بيئات اجتماعية يمكن أن تؤدي إلى التوترات عند عدم وجود حل سليم لها أو ترتيب للتعامل معها. قد يصل الصراع إلى العنف، لكن، كما يقول غراهام إيفانز وجيفري نوينهام، قد يكون له وظائف إيجابية؛ فهو يعمل بشكل خاص على تعزيز التلاحم بين الجماعات ويقوي مركز الزعامات.
والتعريف الشائع للصراع: «عندما يتصور طرفان أو أكثر تعارض الأهداف ويسعيان إلى إضعاف قدرات الآخر للوصول للهدف».

## موقف الصراع
المواقف الصراعيه التي يعيشها الإنسان بإستمرار هي مواقفه من نشاطه النفسي والبيولوجى. فالجوع مثلا «موقف صراعي تتنازع الفرد فيه قوه الحاجة للطعام وقوه الالتزام بالظروف الاجتماعيه للإشباع فكلما كان إلحاح القوه البيولوجية ضعيفا» إنحاز السلوك إلي قوه العوامل النفسيه كما هو في الجوع البسيط أو في بدايه الجوع.ويحدث العكس عند اشتداد الجوع فعلا.

## التوجهات النظرية المفسره للصراع
وتفسر نظريه التحليل النفسي مفهوم الصراع بأنه ينشأ كنتيجه للصدام الذي يحدث بين رغبات الفرد ومطالبه الغريزيه وبين بيئته وما تمثله من تعاليم وقوانين المجتمع.
ومن مواقف الصراع التي ذكرها فرويد الصراع بين البحث عن اللذة وبين الواقع، والصراع بين الحب وبين الكراهية، والصراع بين السلبية وبين الايجابيه.

### أنواع الصراع
قد فسرت المدرسه السلوكيه مفهموم الصراع من خلال ثلاث أنواع اساسيه وهي:
1. صراع الإقدام -الإقدام
2. صراع الإحجام -الإحجام
3. صراع الإقدام -الإحجام[9]